# Ganivelle

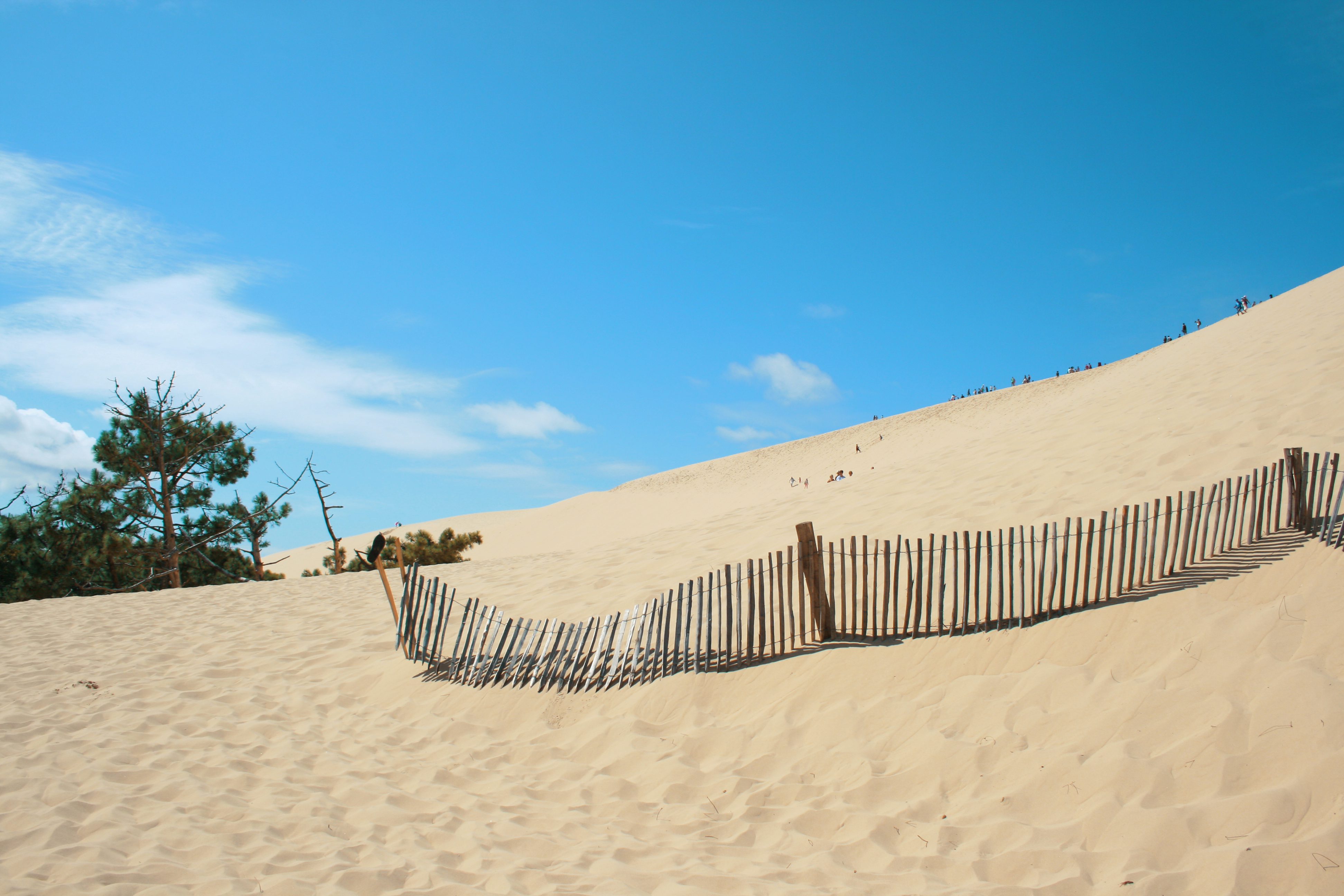
Une ganivelle sur la dune du Pilat.

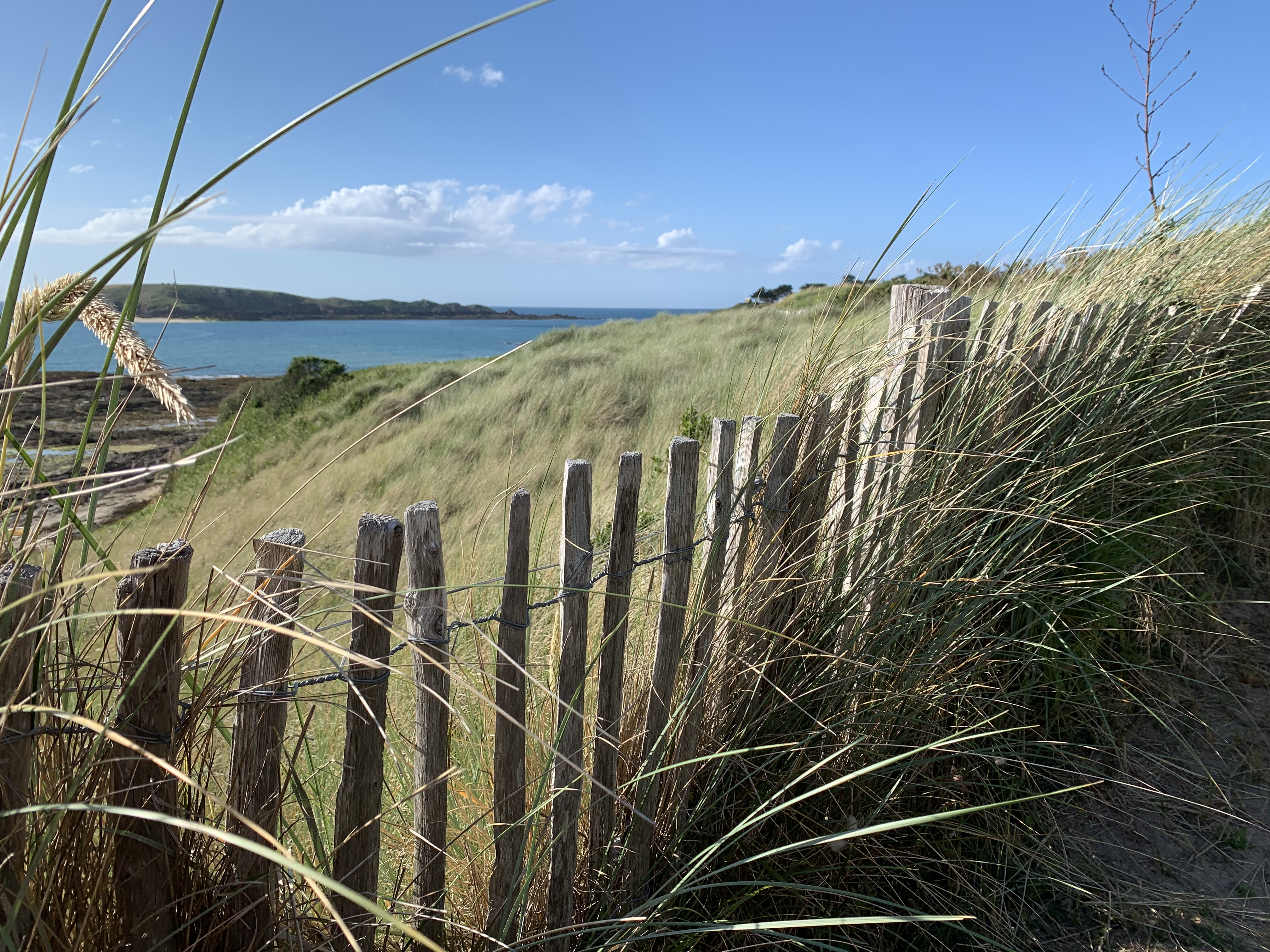
Une ganivelle bordant le chemin du perron à Saint-Briac en Ille-et-Vilaine.

Une ganivelle, également appelée « barrière girondine », est une clôture formée par l'assemblage de lattes de bois (habituellement du châtaignier ou parfois du noisetier calibré en 45 mm de large et 13 d'épaisseur) : les lattes sont verticales, taillées en pointe d'un côté, séparées les unes des autres par un espace dont la largeur détermine la « perméabilité » de la barrière, et assemblées par des tours de fils de fer galvanisé. Traditionnellement, il s'agit de châtaignier refendu manuellement, ce qui assure une bien meilleure durabilité que des lattes sciées. De par leur conception, elles s'adaptent bien aux déclivités et aux sols modérément irréguliers (légères ondulations).

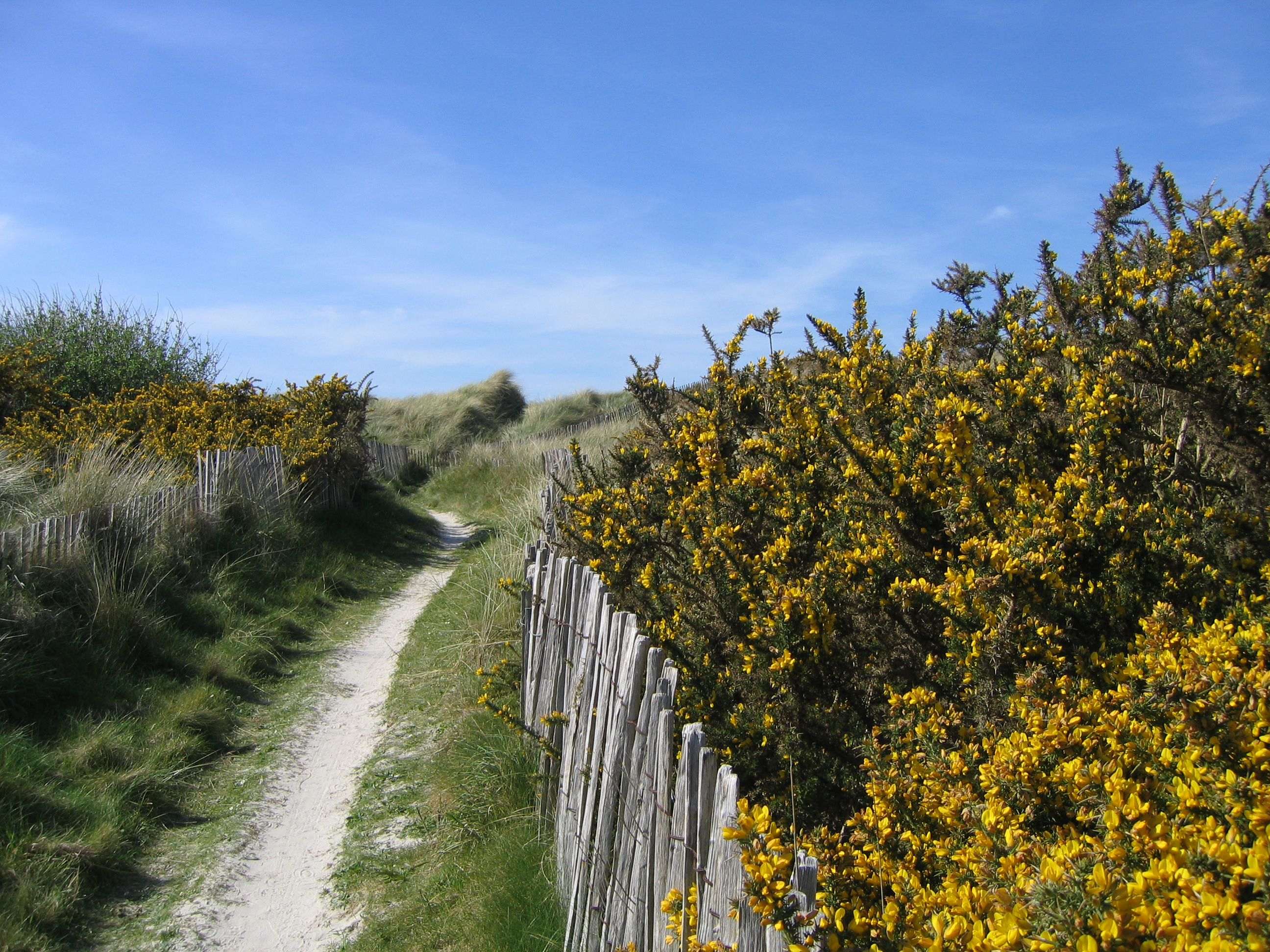
Ganivelles sur la côte bretonne, au milieu des ajoncs.

## Utilisation, fonctions
La mise en place d'une ganivelle à perméabilité de 50 %, utilisée comme brise-vent dans les dunes, suffit à provoquer une forte diminution de la vitesse du vent qui la traverse, et par la suite la chute de matières transportées (sable, certaines feuilles mortes…). Ceci lui confère une remarquable utilité dans les actions de lutte contre la « déflation éolienne », et pour la restauration écologique ou la reconstitution physique ou de protection des dunes littorales. 

Dans ce cas, la ganivelle est généralement utilisée en succession d'alignements, et/ou en formant des « casiers » de ganivelles, parfois en association avec des plantations d'oyat pour renforcer et accélérer la stabilisation dunaire, ou en association avec des carex ou fétuques si le milieu est trop humide ou moins sableux.

Afin de favoriser l'accrétion sédimentaire et de consolider la charge de sable ainsi créée, il est également possible d'ajouter au sein des casiers de ganivelles des branchages, des filets ou bien des grilles.
La pose de ganivelle fait partie des aménagements « doux » et dits « proches de la nature » ; une expérimentations faite dans le Morbihan (Bretagne-Sud, France) lancée en 2014 utilise des casiers faits de ganivelle et pouvant être remplis d'algues (ex. : algue Solieria chordalis récoltée lors d'échouages locaux et périodique). Ce système permet une lente décomposition des algues in situ, sans qu'elles soient remportées par une marée, à la manière des laisses de mer déposées en cordon au pied de dune à marée haute. Cette décomposition produit un compost d'algues qui pourrait accélérer et/ou renforcer la colonisation de la dune par les tissus racinaires d'oyats et d'autres espèces dunaires en stabilisant l'avant-dune qui résiste alors mieux aux assauts des grandes marées et tempêtes.
Le terme "ganivelle" désigne aussi communément diverses clôtures, notamment pour esquisser des séparations dans les parcs et jardins. Des pieux en bois résistant, suffisamment épais, plantés au tiers de leur longueur et répartis à distance régulière, forment l'armature d'une barrière, ou a défaut une délimitation visible, plus ou moins dense et efficace, selon le souhait du jardinier. Les marchands de bois du bassin ligérien ou du Centre de la France appelaient "ganivelle" le bois débité en merrain qui n'avait point la dimension requise, soit 10 cm de largeur, pour être vendu au tonnelier afin de confectionner un tonneau. Ils distinguaient encore la "grande ganivelle" qui sert à fabriquer les poinçons de la "petite ganivelle" qui ne peut servir qu'à la fabrication des demis et des quarts (poinçons). Les ports de la Loire et de l'Allier, qui débitaient les bois des massifs forestiers centraux du Royaume distinguaient aussi le "grand bois" ou proprement dit "merrain" de la "grande et petite ganivelle". De façon assez imprécise, tout en citant des écrits de l'administration forestière, le dictionnaire Littré présente le substantif féminin "ganivelle" comme une "douve pour tonneau dont la largeur est réduite", tout en la qualifiant de rebut. Il est probable que l'usage d'alignement de petits pieux de clôture, formé de ce matériaux dur et de rebut peu onéreux qu'est la ganivelle, ait été généralisé par les jardiniers dans les parcs et jardins, pour délimiter espaces à protéger et massifs fleuris.  
Les ganivelles permettent éventuellement, dans le cas d'espaces ouverts et vastes, en même temps une gestion des déplacements autorisées d'animaux domestiques ou d'humains, par exemple adultes ou enfants par exemple autour d'une mare, d'un fossé, d'une zone naturelle humide ou fragile). Des effets similaires peuvent être obtenus avec des filets pour un coût linéaire apparemment moins couteux, mais les retours d'expérience du Conservatoire du littoral en France) montrent que la durée de vie d'une ganivelle est bien plus longue, ce qui la rend plus rentable et efficace à long terme.
La ganivelle peut aussi être utilisée comme barrière à neige dans les régions enneigées. Elle permet de protéger les routes et chemins en créant une retenue de la neige poussée par le vent.

## Signification régionale
Au XVIIIe siècle en Île-de-France, une ganivelle désignait aussi, par analogie, une maison champêtre au toit recouvert d'une ganivelle, détournée de sa fonction initiale, au lieu du chaume habituel.
Dans l'ouest de la France, le mot ganivelle est aussi utilisé pour décrire les barrières Vauban.
En Auvergne, où l’on emploie tant le terme « ganivelle » que le nom composé « porche-ganivelle », il désigne le porche d'une église, comme à Auzon, Nonette ou Ronzières.